# Campanar de Sant Jaume
El Campanar de Sant Jaume és una obra modernista de Creixell (Tarragonès) protegida com a Bé Cultural d'Interès Local.

## Descripció
El coronament del campanar, forma una cúpula d’arcs parabòlics amb estàtues de 3 metres d’alçada que representen sant Domènec, sant Francesc d’Assís, sant Lluís rei de França i sant Joan de Malta.